# Pixel-Art

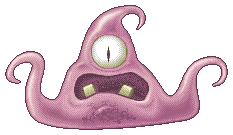
„The Gunk“ – mit Microsoft Paint erstellte Pixel-Art-Grafik

Pixel-Art ist eine Stilrichtung in der Computerkunst, die Rastergrafiken verwendet und dabei das beschränkte Auflösungsvermögen von Bildschirmen als Stilmittel bewusst herausstellt. Sie nimmt dabei – teils ironisch – Bezug auf die Anfänge der Bildschirmgrafik von Video- und Computerspielen sowie der grafischen Benutzeroberflächen von Computern in den 1980er und frühen 1990er Jahren.

## Geschichte
Der Begriff Pixel-Art wurde von Adele Goldberg und Robert Flegal vom Xerox Palo Alto Research Center 1982 zum ersten Mal verwendet. Das Konzept an sich hingegen gab es schon etwa 10 Jahre vorher, zum Beispiel in Richard Shoups SuperPaint (1972).

Pixelgrafik „Fleisch“: Atari STFM, 320×200 Pixel, 10 Farben, April 2003

Die Ästhetik der frühen Bildschirmgrafik war technisch durch Rechenkapazität und Speicherplatz der damaligen Computer bestimmt. Anfangs bestanden die Grafiken aus reinen Schwarz-Weiß-Bitmaps, also einer definierten Anordnung von schwarzen und weißen Bildpunkten (Pixeln). Grautöne konnten nur grob durch überdeutlich sichtbare Schwarz-Weiß-Raster simuliert werden, schräge und gebogene Linien waren als treppenartig abgestuft zu erkennen. Im Laufe der Jahre wurde es möglich, die Bildschirmgrafik parallel zur steigenden Leistungsfähigkeit der Computer immer aufwändiger zu gestalten.
Die Kapazität moderner Computersysteme erlaubt eine Bildschirmdarstellung mit Millionen von Farbnuancen, die auch für das sogenannte Antialiasing verwendet werden, das heißt ein Verschleiern der bis heute unverändert groben Bildschirmauflösung durch automatisch berechnete Farb- und Helligkeitsabstufungen an den Rändern kontrastierender Flächen, die die optische Illusion von „echten“ Rundungen, Diagonalen und Farbverläufen ermöglichen. Der Preis dafür ist ein leicht unscharfer Bildeindruck und ein um Größenordnungen höherer Rechenaufwand.

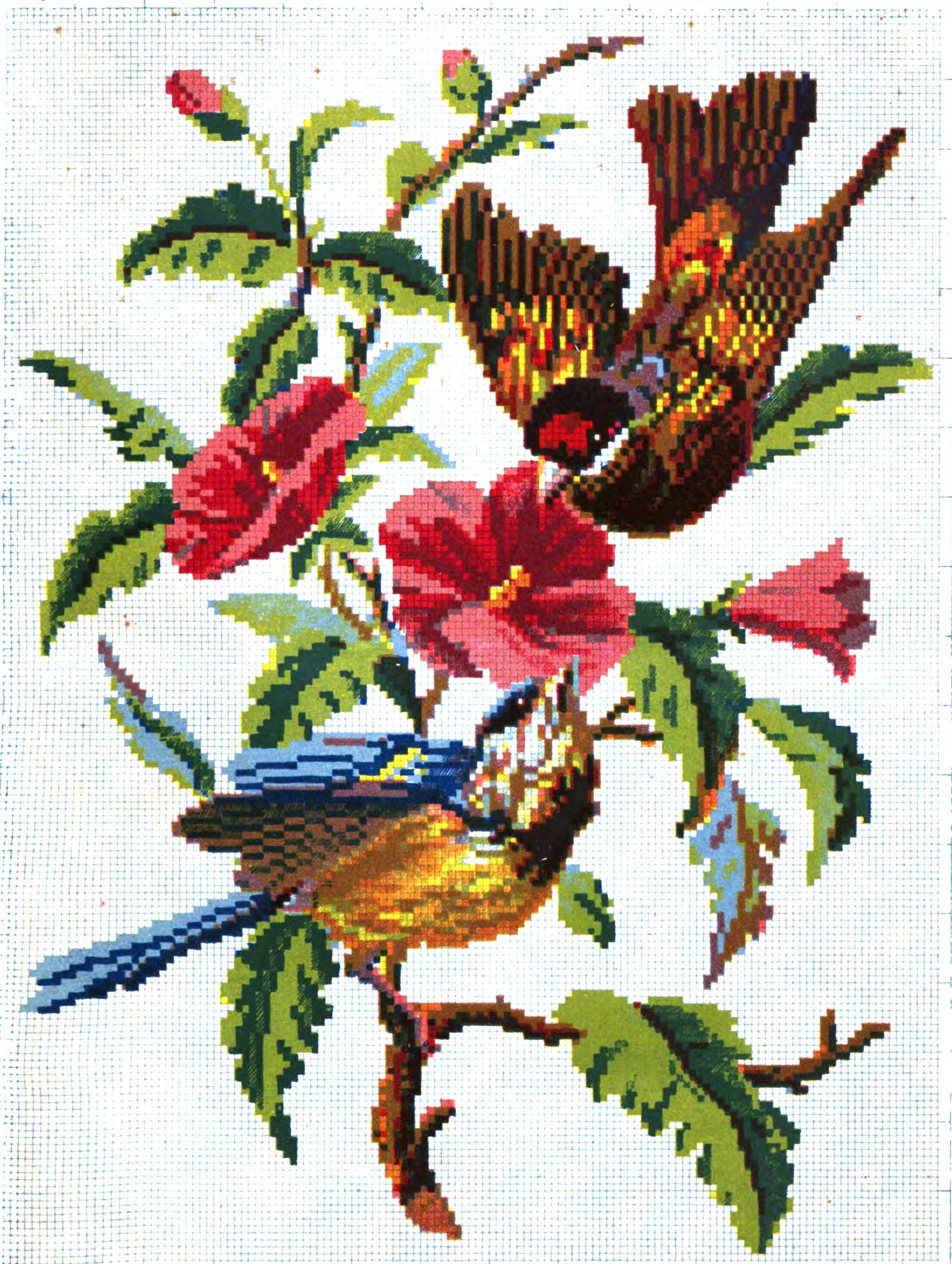
Gewissermaßen eine Vorwegnahme von Pixel-Art ist der Kreuzstich wie dieser Blumenzweig mit Vögelchen (Paris 1862)

Pixel-Art verzichtet – zumindest in ästhetischer Hinsicht – auf diese neuen Möglichkeiten und verwendet bewusst nur die Mittel der frühen Bildschirmgrafik. Neben einem deutlichen nostalgischen Aspekt spielen dabei die Ökonomie der Mittel und das Ideal der „Ehrlichkeit“ dieser Mittel eine Rolle. Auch manche Formen der traditionellen Kunst, wie Kreuzstich oder Mosaik, weisen durch das „Konstruieren“ von Bildern mit kleinen farbigen Einheiten eine Ähnlichkeit zur Pixel-Art auf.

## Definition
Pixel-Art wird von anderen Formen der digitalen Kunst durch das manuelle Bearbeiten auf Pixelniveau (oft mit hoher Vergrößerung und fast immer ohne die Anwendung von Grafikfiltern, automatischem Antialiasing oder speziellen Rendermodi) unterschieden. In dieser Form wird allgemein gesagt, dass „jedes Pixel sorgfältig gesetzt“ wurde, um ein gewünschtes Resultat zu erzielen.
Puristen in der Pixel-Art-Szene sind der Meinung, dass „richtige“ Pixel-Art nur mit Werkzeugen erstellt werden sollte, die einzelne Pixel setzen und dass Pixel-Künstler daher alle anderen Werkzeuge, beispielsweise das Linien-, Bézierkurven-, Kreis- oder Rechteck-Werkzeug, vermeiden sollten. Andere widersprechen, dass Werkzeuge wie Linie oder Füllen akzeptabel seien, da ihre Funktionen genau so einfach, wenn nicht sogar genauso schnell, auf der Basis einzelner wiederholt werden könnten.
Aufgrund dieser Regel werden Grafikfilter (Weichzeichnen, Alpha Blending) oder Werkzeuge mit automatischem Antialiasing generell nicht als gültige Werkzeuge für Pixel-Art anerkannt, weil solche Werkzeuge automatisch neue Pixelwerte berechnen, was im Gegensatz zum präzisen, manuellen Anordnen der Pixel, das mit „richtiger“ Pixel-Art verbunden wird, steht.
Der Begriff „Pixel-Art“ wird daneben häufig als werblicher Ausdruck für die allgemeine Bearbeitung digitaler Bilddaten verwendet.

### Techniken
Siehe auch: Sprite (Computergrafik)
Zeichnungen beginnen üblicherweise mit der sogenannten Lineart, die die Grundlinie für den Charakter, das Gebäude oder den Gegenstand, den der Künstler zu zeichnen beabsichtigt, darstellt. Linearts werden normalerweise über gescannte Zeichnungen gewonnen und oft unter Pixel-Künstlern weitergegeben. Auch andere Techniken existieren, manche ähneln dem Malen.
Die oft in die Pixel-Art eingebundene, begrenzte Farbpalette fördert den Gebrauch des Ditherings um verschiedene Schattierungen und Farben zu erzeugen, allerdings wird dies, passend zur Natur dieser Kunstform, komplett per Hand gemacht. Außerdem wird auch „handgemachtes“ Antialiasing verwendet.
Hier sind drei Ausschnitte des oberen Bildes von „The Gunk“ vergrößert; sie stellen einige der Techniken dar:
| Details von „The Gunk“ | 1. Die Grundform des Ditherings; es werden je zwei Farben in einem 2×2-Schachbrett-Muster verwendet. Das Ändern der „Farbdichte“ führt zu unterschiedlichen Farbtönen. 2. Stilisiertes Dithering mit zufällig verstreuten 2×2-Pixel-Quadraten kann interessante Texturen verursachen. Häufig werden auch kleine Kreise verwendet. 3. Antialiasing kann per Hand gemacht werden, um Kurven und Übergänge zu glätten. Manche Künstler machen dies nur im inneren Bereich des Objekts, um die scharfen Außenlinien zu bewahren. |

### Speicherung und Kompression
Pixel-Art wird vorzugsweise in einem Dateiformat gespeichert, das verlustfreie Datenkompression verwendet, sodass jeder einzelne Pixel exakt abgespeichert und zurückgeholt werden kann.
GIF und PNG sind zwei platzsparende Dateiformate, die häufig zum Speichern von Pixel-Art benutzt werden. Speichert man Pixel-Art hingegen im JPEG-Dateiformat, kann das Kunstwerk Schaden nehmen. Dies liegt am verlustbehafteten Kompressionsalgorithmus und Chroma Subsampling der JPEG-Norm. Das BMP-Format wird aufgrund seiner schlechten Kompression und unzulänglichen Unterstützung von Plattformunabhängigkeit auch vermieden. Soll die Grafik tatsächlich in Computerspielen eingesetzt werden, so ist der De-facto-Standard das – an den Grafikspeicher angelehnte – PCX-Format, das zwar schlecht komprimiert, aber sehr einfach einzulesen ist.
|  |  |  |  |

### Kategorien

Isometrisch

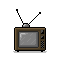
Nicht-isometrisch

Pixel-Art wird normalerweise in zwei Unterkategorien aufgeteilt: Isometrisch und Nicht-isometrisch.
Die isometrische Art wird in einer isometrie-nahen dimetrischen Projektion gezeichnet. Allgemein wird dies in Computerspielen gemacht, um eine 3-Dimensionale Ansicht zu erstellen, ohne wirkliche 3D-Grafik zur Verfügung zu stellen. Technisch gesehen müsste ein isometrischer Winkel bei 30/45 Grad von der Horizontalen liegen, jedoch gibt dies kein gutes Ergebnis, da die Pixel in diesen Linien keinem „ordentlichen Muster“ folgen. Um dies zu beheben, werden Linien mit einem Seitenverhältnis von 1 zu 2 Pixeln gewählt, was zu einem Winkel von zirka 26,565° (dem Arkustangens des Seitenverhältnisses) führt.
Nicht-isometrische Pixel-Art ist jede andere Pixel-Art, die nicht der isometrischen Kategorie zuzuordnen ist; so etwa Ansichten von oben, von unten, von der Seite, von vorn oder perspektivische Ansichten.

## Verwendung

Pixelart in Broforce, einem Indie Computerspiel aus dem Jahr 2015

Pixel-Art wurde sehr oft in älteren Videospielen benutzt. Mit dem zunehmenden Gebrauch von 3D-Grafik und hochauflösenden Bildern in Spielen verlor Pixel-Art etwas an Bedeutung, dennoch kommen heutzutage noch Videospiele wie z. B. CrossCode im Pixel-Look auf den Markt. Pixel-Art ist heutzutage noch ein sehr aktiver Bereich, sowohl unter Profis als auch unter Amateuren.
In der Kunst wird aber auch die bewusste Beschränkung der Auflösung in Kauf genommen. So hat der Chaos Computer Club e. V. im Projekt Blinkenlights Hochhäuser als Displays niedriger Auflösung verwendet, und darauf Grafiken, Kurzfilme und Videospiele gezeigt.
Manchmal wird Pixel-Art auch zu Werbezwecken eingesetzt. So ist etwa eine Firma, die mit Pixel-Art wirbt Bell Canada. Die Gruppe eboy hat sich auf Pixel-Grafiken für Werbung spezialisiert und wurde schon in Magazinen wie Wired, Popular Science und Fortune 500 gezeigt.

## Weitere Formen der Pixel-Art

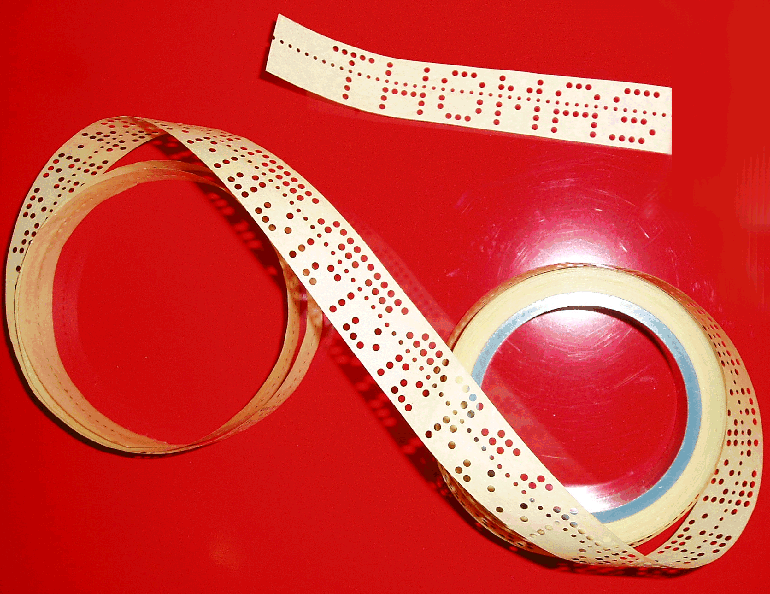
5-Bit-Lochstreifen mit grafischer Botschaft ("THOMAS" oben im Bild)

Neben seiner digitalen Form, gibt es Pixel-Art auch aus Bügelperlen, erschaffen durch Sprühschablonen oder schlicht als Gemälde.
Eine verwandte Form der Kunst mit Pixeln ist Baudot-Art. Sie ist eine künstlerische Methode, mit Hilfe von Codeelementen des 5-Bit-Baudot-Codes (ähnlich wie ASCII-Art) eine grafische oder textuelle Gestaltung vorzunehmen. Ein einfaches Beispiel ist es, einen Lochstreifen so zu kodieren, dass er einen für den Menschen lesbaren Text ergibt.